# 八角城城址
八角城城址，位于中国甘肃省夏河县甘加乡八角村。1981年，列为省级文物保护单位；2006年，列入全国重点文物保护单位。
八角城全长2193.4米，为一空心十字形城，犹如有八个城角，故称作八角城。